# Championnats d'Inde de tennis de table
Les Championnats nationaux et interétatiques de tennis de table seniors d'Inde sont une compétition organisée par la Fédération indienne de tennis de table depuis 1938. 
Chaque association nationale soumet un maximum de 5 inscriptions en simple hommes et femmes. La PSPB et la RSPB sont considérées comme équivalentes aux associations nationales et pouvaient soumettre 5 inscriptions en simple hommes et femmes. Toutes les organisations affiliées étaient éligibles pour 5 inscriptions en simple hommes et femmes. 
Les médailles se jouent en simple et en double hommes et femmes, ainsi qu'en double mixte. 
Le record du plus grand nombre de titres en simple hommes est détenu par Sharath Kamal Achanta avec 9 titres, tandis que le record chez les femmes est détenu par Puri Indu avec 8 titres en simple.

## Palmarès
| Année | Edition | Lieu                                   | Equipes | Equipes | Simples               | Simples               | Doubles                                    | Doubles                                  | Doubles                               |
| Année | Edition | Lieu                                   | Messieurs | Dames | Messieurs             | Dames                 | Messieurs                                  | Dames                                    | Mixte                                 |
| ----- | ------- | -------------------------------------- | --- | --- | --------------------- | --------------------- | ------------------------------------------ | ---------------------------------------- | ------------------------------------- |
| 2008  | 70      | Patna, Bihar                           | Petroleum Sports Equipe :                                                                                           | Petroleum Sports Promotion Board                                                                           | Sharath Kamal Achanta | Kumaresan Shamini     |                                            |                                          |                                       |
| 2009  | 71      | Guwahati, Assam                        | Petroleum Sports Equipe : Sharath Kamal Amalraj Anthony Chakraborty Sourav Saha Subhajit Roy Soumyadeep Kumar Jubin | Petroleum Sports Equipe : Patkar Madhurika Ghatak Poulomi Kumaresan Shamini Deshpande Divya Mondal Soumi   | Sharath Kamal Achanta | Ghatak Poulomi        | Chakraborty Sourav / Nandi Anirban         | Patkar Madhurika/ Kumaresan Shamini      | Saha Subhajit/ Saha Nandita           |
| 2010  | 72      | Calcutta, Bengale-Occidental           | Petroleum Sports Equipe : Sharath Kamal Roy Soumyadeep Saha Subhajit Amalraj Anthony Chakraborty Sourav             | Petroleum Sports Equipe : Patkar Madhurika Kumaresan Shamini Das Mouma Sahasrabudhe Pooja Deshpande Divya  | Sharath Kamal Achanta | Kumaresan Shamini     | Karia Devesh / Kumar Jubin                 | Sahasrabudhe Pooja / Das Mouma           | Chakraborty Sourav/ Das Mouma         |
| 2011  | 73      | Lucknow, Uttar Pradesh                 | Petroleum Sports Equipe : Sharath Kamal Shetty Sanil Roy Soumyadeep Saha Subhajit Amalraj Anthony                   | Maharashtra A Patkar Madhurika Prabhu Mamta Deshpande Divya Bhandarkar Mallika Parte Shweta                | Amalraj Anthony       | Ghatak Poulomi        | Shetty Sanil / Amalraj Anthony             | Kumaresan Shamini / Paul Mousumi         | Shetty Sanil / Manika Batra           |
| 2012  | 74      | Raipur, Chhattisgarh                   | Petroleum Sports Equipe : Sharath Kamal Amalraj Anthony Ghosh Soumyajit Shetty Sanil Roy Soumyadeep                 | Delhi Manika Batra Aggarwal Neha Shankar Riti Monga Esha Sehgal Sanya                                      | Ghosh Soumyajit       | Kumaresan Shamini     | Sathiyan Gnanasekaran / Chakraborty Sourav | Karnam Spoorthy / Banu Nikhat            | Gupta Utkarsh / Manika Batra          |
| 2013  | 75      | Patna, Bihar                           | Petroleum Sports Equipe : Sharath Kamal Amalraj Anthony Ghosh Soumyajit Desai Harmeet Shetty Sanil                  | Petroleum Sports Equipe : Sahasrabudhe Pooja Das Ankita Aggarwal Neha Kumaresan Shamini Patkar Madhurika   | Shetty Sanil          | Das Ankita            | Kumar Jubin / Chakraborty Sourav           | Chakraborty Anandita / Kundu Pallabi     | Shetty Sanil / Aggarwal Neha          |
| 2014  | 76      | Uppalaguptam, Territoire de Pondichéry | Petroleum Sports Equipe : Sharath Kamal Sathiyan Gnanasekaran Ghosh Soumyajit Desai Harmeet Shetty Sanil            | Petroleum Sports Equipe : Manika Batra Das Ankita Das Mouma Kumaresan Shamini Ghatak Poulomi               | Ghosh Soumyajit       | Das Mouma             | Shetty Sanil / Amalraj Anthony             | Das Mouma/ Kumaresan Shamini             | Mondal Raj / Roy Krittwika            |
| 2015  | 77      | Hyderabad, Telangana                   | Petroleum Sports Equipe : Sharath Kamal Sathiyan Gnanasekaran Ghosh Soumyajit Desai Harmeet Amalraj Anthony         | Petroleum Sports Equipe : Manika Batra Das Ankita Das Mouma Kumaresan Shamini Sahasrabudhe Pooja           | Amalraj Anthony       | Manika Batra          | Yadav Abhishek / Grover Sudhanshu          | Paul Mousumi/ Roy Krittwika              | Desai Harmeet / Sahasrabudhe Pooja    |
| 2016  | 78      | Manesar, Haryana                       | Petroleum Sports Equipe : Amalraj Anthony Sathiyan Gnanasekaran Shetty Sanil Desai Harmeet Thakkar Manav            | West Bengal Mukherjee Sutirtha Chakraborty Anandita Roy Krittwika Dutta Moumita Ghosh Shreya               | Sharath Kamal Achanta | Patkar Madhurika      | Kumar Jubin/ Ghosh Soumyajit               | Chakraborty Anandita/ Mukherjee Sutirtha | Sathiyan Gnanasekaran/ Tennison Reeth |
| 2017  | 79      | Ranchi, Jharkhand                      | Petroleum Sports Equipe : Sharath Kamal Sathiyan Gnanasekaran Amalraj Anthony Desai Harmeet Thakkar Manav           | Petroleum Sports Equipe : Manika Batra Sahasrabudhe Pooja Patkar Madhurika Deshpande Divya Das Mouma       | Sharath Kamal Achanta | Mukherjee Sutirtha    | Kumar Jubin/ Ghosh Soumyajit               | Paul Mousumi/ Roy Krittwika              | Mondal Raj/ Akula Sreeja              |
| 2018  | 80      | Cuttack, Odisha                        | Petroleum Sports Equipe : Sharath Kamal Sathiyan Gnanasekaran Shetty Sanil Desai Harmeet Thakkar Manav              | Railways Sports Equipe : Nath Kaushani Amrute Shruti Vijay Mukherjee Sagarika Dutta Moumita Sarkar Takeme  | Sharath Kamal Achanta | Kamath Archana Girish | Ghosh Arjun/ Bhanja Ronit                  | Akula Sreeja/ Banu Nikhat                | Sharath Kamal/ Manika Batra           |
| 2019  | 81      | Hyderabad, Telangana                   | Petroleum Sports Equipe : Sharath Kamal Sathiyan Gnanasekaran Shetty Sanil Desai Harmeet Thakkar Manav              | Railways Sports Equipe : Nath Kaushani Amrute Shruti Vijay Mukherjee Sagarika Dutta Moumita Sarkar Takeme  | Harmeet Desai (en)    | Mukherjee Sutirtha    | Kumar Jubin/ Ghosh Soumyajit               | Mukherjee Sutirtha/ Shankar Riti         | Bhanja Ronit/ Paul Mousumi            |
| 2020  | 82      | Panchkula, Haryana                     | X | X | Sathiyan Gnanasekaran | Manika Batra          | X                                          | X                                        | X                                     |
| 2021  | 83      | Shillong, Meghalaya                    | Petroleum Sports Equipe : Sharath Kamal Sathiyan Gnanasekaran Shetty Sanil Desai Harmeet Thakkar Manav              | Petroleum Sports Equipe : Manika Batra Kamath Archana Girish Tennison Reeth Roy Krittwika Patkar Madhurika | Sharath Kamal Achanta | Sreeja Akula          | Saha Sourav / Do Rosario Wesley            | Akula Sreeja / Ayhika Mukherjee          | Pal Akash/ Sen Prapti                 |
| 2022, | 84      | Jammu, Jammu-et-Cachemire              | Petroleum Sports Equipe : Sathiyan Gnanasekaran Shetty Sanil Sharath Kamal Desai Harmeet Thakkar Manav              | Reserve Bank of India Chitale Diya Akula Sreeja Calange Harsha Vardhini Ayhika Mukherjee Pushpak Amrutha   | Sathiyan Gnanasekaran | Sreeja Akula (en)     | Chandra Jeet/ Bhattacharjee Ankur          | Akula Sreeja/ Chitale Diya               | Thakkar Manav/ Kamath Archana         |
| 2023  | 85      | Panchkula, Haryana                     | Petroleum Sports Equipe : Sathiyan Gnanasekaran Shetty Sanil Amalraj Anthony Desai Harmeet Thakkar Manav            | Reserve Bank of India Chitale Diya Akula Sreeja Calange Harsha Vardhini Ayhika Mukherjee Pushpak Amrutha   | Harmeet Desai (en)    | Baisya Poymantee      | Ghosh Anirban/ Kotiyan Ravindra            | Mukherjee Sutirtha/ Baisya Poymantee     | Bhanja Ronit/ Mukherjee Sutirtha      |
| 2024  | 86      | Surat, Gujarat                         | Petroleum Sports Equipe : Sharath Kamal Sathiyan Gnanasekaran Bhattacharjee Ankur Harmeet Desai (en) Thakkar Manav  | Railways Sports Equipe : Mukherjee Sutirtha Kutumbale Anusha Dutta Moumita Baisya Poymantee Nath Kaushani  | Manush Shah           | Chitale Diya          | Pradhivadhi Abhinandh/ Suresh Preyesh      | Akula Sreeja/ Chitale Diya               | Pal Akash/ Baisya Poymantee           |